# Els fills robats
Els fills robats (títol original en italià, I figli strappati) és una minisèrie de televisió en dues parts produïda per Rai Fiction i emesa del 7 al 8 de maig de 2006. Està dirigida per Massimo Spano i protagonitzada per Antonia Liskova i Daniele Pecci. S'ha doblat al català.

## Audiència
| Núm. | Data d'estrena a Itàlia | Espectadors | Quota de pantalla |
| ---- | ----------------------- | ----------- | ----------------- |
| 1    | 7 de maig de 2006       | 4.225.000   | 22,36%            |
| 2    | 8 de maig de 2006       | 6.121.000   | 24,56%            |